# کپیتال گروپ
کپیتال گروپ (به انگلیسی: Capital Group) شرکت سرمایه‌گذاری و خدمات مالی آمریکایی است، که در زمینه ارائه خدمات مدیریت سرمایه‌گذاری، مدیریت صندوق‌های سرمایه‌گذاری مشترک مدیریت ثروت، مدیریت دارایی، همچنین مبادله اوراق بهادار، اوراق قرضه و برگه‌های سهام شرکت‌های مختلف فعالیت می‌کند. 
شرکت کپیتال گروپ در سال ۱۹۳۱ توسط جاناتان بل لاولیس تأسیس شد و هم‌اکنون دارایی تحت مدیریت آن بالغ بر ۱٫۱ تریلیون دلار آمریکا برآورد می‌شود. این گروه دارای سهام عمده در ۳۶ شرکت بزرگ صنعتی و بازرگانی جهان می‌باشد. برخی از این شرکت‌ها عبارتند از: بایر آگ، کونتیننتال آگ، دویچه بانک، اینفینئون، لینده، اس‌آپ، زیمنس، گروه فولکس‌واگن، وئولیا، وستاس، گیبریت، وینربرگر، تسلا موتورز، گلدمن ساکس، تلکوم اتریش، آمازون.کام، آمکور، سی‌ای‌زد گروپ، تلفونیکا جمهوری چک، اشنایدر الکتریک، آکزونوبل، ای‌اس‌ام‌ال هولدینگ، کی‌پی‌ان، اوپی‌ای‌پی، الاکتور، یوروبانک ارگاسیاس، اس‌اس‌ای، تایتان سمنت و رویال داچ شل.
دفتر مرکزی این شرکت در شهر لس آنجلس، کالیفرنیا قرار دارد، همچنین دارای ۲۳ دفتر بین‌المللی در سراسر جهان می‌باشد.